# 子弹 (2014年电影)
《子弹》（英語：Bullet）是一部2014年美国动作片，导演尼克·里昂，主演丹尼·特乔。

## 剧情
该片讲述绰号“子弹”的美国警察弗兰克和匪帮斗智斗勇营救被绑架的孙子的故事。

## 演出
| 演员              | 角色         | 备注       |
| 丹尼·特乔         | 弗兰克       | 绰号“子弹” |
| 乔纳森·班克斯     | 凯恩         |            |
| 伊芙·茂洛         | 萨曼莎       |            |
| 婷塞尔·柯瑞       | 凡妮莎       |            |
| 埃里克·艾特巴里   | 曼纽尔       |            |
| 约翰·萨维奇       | 约翰逊       | 州长       |
| 茱莉亚·迭泽       | 布鲁克       |            |
| 罗伯特·布兰奇     | 特维斯       |            |
| 埃米里奥·瑞弗拉   | 斯皮蒂       |            |
| 卡蜜尔·索拉瑞     | 露西         |            |
| 马库斯·纳蒂维达德 | 匪帮头目之一 |            |

## 製作
该片2013年2月在美国加利福尼亚州洛杉矶拍摄。
2014年2月25日，该片上映于北美洲，3月7日该片上映于英国。